# Drievlekdwergspanner
De drievlekdwergspanner (Eupithecia trisignaria) is een nachtvlinder uit de familie van de spanners (Geometridae). 

## Kenmerken
De voorvleugellengte bedraagt tussen de 10 en 11 millimeter. De basiskleur van de vleugels is bruin, en de vleugels zijn vrij egaal gekleurd. Tegen de costa van de voorvleugel bevinden zich twee donkere vlekken, die samen met de middenstip een driehoekje van ongeveer even donkere en gelijkgevormde vlekken vormen. Naar deze drie vlekken verwijzen de Nederlandse en wetenschappelijke naam.

## Levenscyclus
De drievlekdwergspanner gebruikt schermbloemigen als waardplanten, bijvoorbeeld engelwortel en gewone berenklauw. De rups is te vinden van augustus tot oktober. De soort overwintert als pop. Er is jaarlijks een generatie die vliegt van juni tot en met augustus.

## Voorkomen
De soort komt verspreid van Europa tot Siberië voor. De soort leeft in natte omgevingen. De drievlekdwergspanner is in Nederland een zeer zeldzame en in België een niet zo gewone soort.